# تريفور غوردون (مغني)
تريفور غوردون (بالإنجليزية: Trevor Gordon)‏ هو مغني ومغن مؤلف بريطاني، ولد في 7 مايو 1948 في بلاكبول في المملكة المتحدة، وتوفي في 9 يناير 2013 في لندن في المملكة المتحدة.

## وصلات خارجية
- تريفور غوردون على موقع ميوزك برينز (الإنجليزية)
- تريفور غوردون على موقع أول ميوزيك (الإنجليزية)
- تريفور غوردون على موقع ديسكوغز (الإنجليزية)